# Богдан Білинський
Богдан Білинський (пол. Bohdan Biłynski; 1899 — після 1935) — український політик і кооперативний діяч, депутат Сойму ІІІ каденції Польської Республіки (1918-39).

## Життєпис
Після закінчення сільськогосподарського навчання з 1928 року працював агрономом у Борщові. Був активістом Української радикальної партії в Городенці та українського кооперативного руху.
Депутат 3-ї каденції 1930—1935 рр. (присяга складена 16 жовтня 1931 р.), увійшов до сейму як заступник депутата зі списку № 10. 11, виборчий округ н. 53 (Станіславів), замість Михайла Галущинського, який загинув 25 вересня 1931 року.
Член Клубу українських соціалістів-радикалів. У 1928-30 рр. депутат за списком № 1. 22 у виборчому окрузі № 54 (Тернопіль).